# Strongylaspis
Strongylaspis es un género de escarabajos longicornios de la tribu Macrotomini.

## Especies
- Strongylaspis antonkozlovi Galileo & Santos-Silva, 2018
- Strongylaspis aurea Monné M. L. & Santos-Silva, 2003
- Strongylaspis batesi Lameere, 1903
- Strongylaspis boliviana Monné M. L. & Santos-Silva, 2003
- Strongylaspis bullata Bates, 1872
- Strongylaspis championi Bates, 1884
- Strongylaspis christianae Monné M. L. & Santos-Silva, 2003
- Strongylaspis corticaria (Erichson, 1849)
- Strongylaspis dohrni Lameere, 1903
- Strongylaspis fryi Lameere, 1912
- Strongylaspis granigera Bates, 1884
- Strongylaspis hirticollis Tippmann, 1953
- Strongylaspis kraepelini Lameere, 1903
- Strongylaspis kraepelini parvula Linsley & Chemsak, 1966
- Strongylaspis macrotomoides Tippmann, 1953
- Strongylaspis migueli Monné M. L. & Santos-Silva, 2003
- Strongylaspis sericans Tippmann, 1953
- Strongylaspis sericea Zajciw, 1970